# متحف المجاهد في باتنة
متحف المجاهد لولاية باتنة هو متحف يقع جنوب شرق مدينة باتنة بالقرب من مقبرة شهداء الثورة الجزائرية في المنطقة، وقرب مركز مكافحة السرطان بمدينة باتنة  ومخصص لمناضلي وشهداء الثورة الجزائرية.
تم افتتاحه في 22 مارس من سنة 1997.

## تاريخ المتحف
جاءت فكرة إنشاء المتحف من طرف ولاية باتنة، ودائرة باتنة، ومنظمة أبناء الشهداء في ولاية باتنة في الثمانينيات. تم التفكير في هذا المشروع بالتزامن مع مشاريع المدرسة الجهوية للفنون الجميلة في باتنة، والمعهد الجهوي للتكوين الموسيقي بباتنة، بالإضافة إلى نصب تذكاري للشهداء بارتفاع 80 متر يحمل أسماء شهداء باتنة بين سنتي 1954 إلى 1962.
ولكن بسبب الصعوبات الاقتصادية التي واجهتها البلدية في أوائل التسعينيات، لم يتم تنفيذ المشروع. تم افتتاح صالة العرض بمساحة 780 متر مربع يوم 22 مارس من سنة 1997 من قبل وزير المجاهدين بعد فترة وجيزة من طلب توسعة المتحف الذي تم التبليغ عنه بتاريخ 25 مايو من سنة 1997.
في مايو من سنة 2002، بدأ مكتب الدراسات وشركة الأشغال العامة والبناء (سوترابا) العمل على توسعة المتحف حتى الانتهاء منه في نوفمبر من سنة 2004. .وافتتحه يوم 20 سبتمبر سنة 2004 الرئيس عبد العزيز بوتفليقة.

## المجموعات التاريخية الموجودة في المتحف

### قاعة العرض
تحتوي قاعة المعرض على مجموعة كبيرة من الصور التاريخية وبعض اللوحات عن مواضيع تخص التاريخ الوطني الجزائري.

### المعرض الأول
المعرض الأول يهتم بكرونولوجيا التاريخ الجزائر بالصور مع تعليقات عن الأحداث الأكثر أهمية. من فترة بداية التاريخ الجزائري إلى غاية يوم أول نوفمبر من سنة 1954، تاريخ بداية الثورة الجزائرية.

### المعرض الثاني
يختص المعرض الثاني بفترة أخرى من التاريخ الجزائري، من 8 مايو 1945  إلى يومنا هذا.

## مذكرات ومراجع
1. ↑  Conversion d'adresse en coordonnées GPS نسخة محفوظة 2012-05-31 على موقع واي باك مشين.
2. ↑  "وزارة المجاهدين". archive.wikiwix.com. مؤرشف من الأصل في 2022-02-07. اطلع عليه بتاريخ 2022-02-06.
3. 1 2 3 4 5 6 7  (بالعربية) Batnainfo Novembre 2010 page 8 partie arabe نسخة محفوظة 2016-03-14 على موقع واي باك مشين.